# Paoča
Paoča – wieś w Bośni i Hercegowinie, w Federacji Bośni i Hercegowiny, w kantonie hercegowińsko-neretwiańskim, w gminie Čitluk. W 2013 roku liczyła 427 mieszkańców, z czego większość stanowili Chorwaci.